# Odnarda basistriga
Odnarda basistriga är en fjärilsart som beskrevs av Moore 1879. Odnarda basistriga ingår i släktet Odnarda och familjen tandspinnare. Inga underarter finns listade i Catalogue of Life.